# Glitter in the Air
"Glitter in the Air" é uma canção de Pink de seu quinto álbum de estúdio, Funhouse. Foi lançada como o sexto single do álbum em todo o mundo, bem como o sétimo single na Austrália. Escrito por Pink e Billy Mann, "Glitter in the Air" é uma balada pop com um acompanhamento de piano. Suas letras falam sobre o poder do amor dando um salto na fé, ao usar várias metáforas. "Glitter in the Air" recebeu revisões misturadas dos críticos contemporâneos. Alguns chamaram o melhor desempenho vocal de Funhouse, enquanto outros criticaram-no por ser uma balada cliché.
"Glitter in the Air" estreou no número seis e treze nos Estados Unidos e Canadá, respectivamente. Nos Estados Unidos, torna-se a primeira vez que cinco singles de um de seus álbum venderam no Billboard Hot 100. "Glitter in the Air" foi realizada pela Pink em sua Funhouse Tour em 2009, vestindo uma roupa e fazendo acrobacias em tecido suspenso. Ela também realizou nos 52nd Grammy Awards. Sua performance foi aplaudida de pé e foi elogiada pela mídia.

## Fundo e composição
"Glitter in the Air" é uma balada pop, co-escrita por Pink, enquanto produzida pelo colaborador frequente Billy Mann. A canção é musicalmente semelhante a outra balada de Funhouse, "I Don't Believe You", uma vez que ambos contêm um piano suave e acompanhamento de cordas. De acordo com a partitura publicada no musicnotes.com pela EMI Music Publishing, "Glitter in the Air" é composta na tonalidade de Fá maior, com um ritmo de 100 batidas por minuto. O arranjo vocal de Pink do tom elevado de F3 para o tom baixo de B♭4. Nekesa Mumbi Moody da Associated Press comentou que, embora a canção não mostre o poder da voz de Pink, "sua voz é ainda potente, cheia de dor e confusão que alguém pode sentir. A letras de "Glitter in the Air" falam sobre o poder do amor dando um salto na fé. Evan Sawdey do PopMatters, disse que a canção "reflecte as simples alegrias da vida e simplesmente saboreai apenas aquilo que é.

## Performances ao Vivo

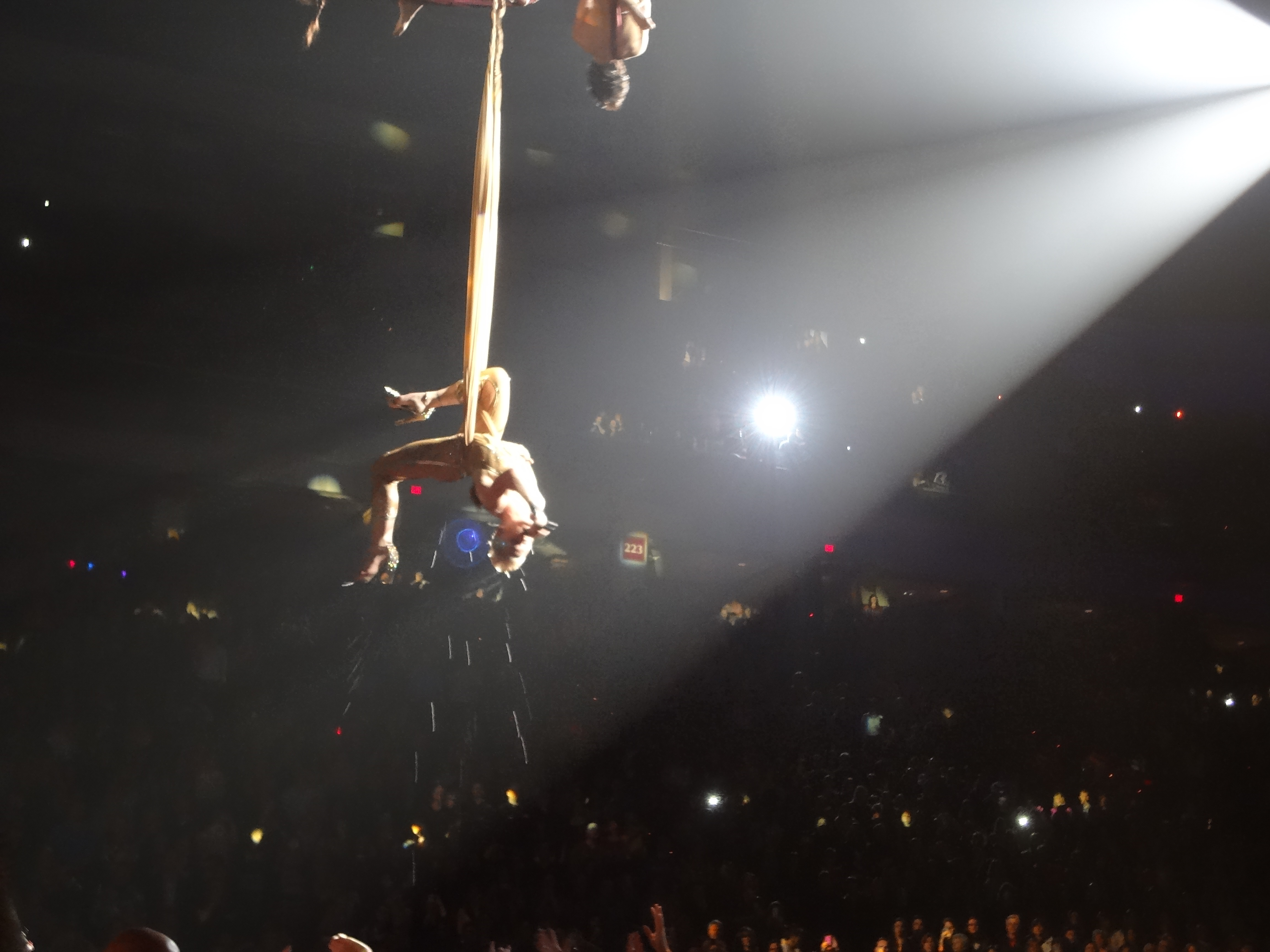
Pink performing "Glitter in the Air" on her "The Truth Love Tour"

"Glitter in the Air" foi realizada pela Pink em sua Funhouse Tour de 2009.

## Faixas
| - Download Digital 1. "Glitter in the Air" – 3:47 - Ao vivo nos 52nd Annual Grammy Awards 1. "Glitter in the Air (Ao vivo nos 52nd Annual Grammy Awards)" – 5:11 2. "Glitter in the Air (Vídeo)" – 5:11 | - Single Digital 1. "Glitter in the Air" – 3:46 2. "Glitter in the Air (Ao vivo na Austrália)" – 5:15 |

## Desempenho nas paradas musicais
"Glitter in the Air" foi entregue digitalmente a rádio como um novo single por sua gravadora, minutos depois de sua performance nos Grammy Awards. Em 11 de Fevereiro de 2010, a canção estreou no número dezoito na Billboard Hot 100, com vendas superiores a 114.000 unidades. Na mesma semana, ele estreou no número treze na Canadian Hot 100.
| Parada musical                             | Posição |
| ------------------------------------------ | ------- |
| Canadá - Canadian Hot 100                  | 13      |
| Estados Unidos - Billboard Hot 100         | 18      |
| Estados Unidos - Billboard Adult Pop Songs | 11      |

## Histórico de Lançamento
| Região         | Data                   | Formato                                                  |
| -------------- | ---------------------- | -------------------------------------------------------- |
| Estados Unidos | 31 de Janeiro de 2010  | Airplay                                                  |
| Estados Unidos | 1 de Fevereiro de 2010 | Download Digital - Ao vivo nos 52nd Annual Grammy Awards |
| Canadá         | 1 de Fevereiro de 2010 | Download Digital - Ao vivo nos 52nd Annual Grammy Awards |
| Estados Unidos | 15 de Junho de 2010    | Download Digital                                         |